# Mynda Guevara
Mynda Guevara (Amadora, 1997) é uma rapper portuguesa que canta sobre ser mulher negra no rap, meio artístico dominado por homens. É uma das poucas mulheres de origem africana a participar nos grandes festivais de verão em Portugal. Mynda Guevara é o seu nome artístico. A rapper diz ter se inspirado em Che Guevara para criar sua identidade como revolucionária.

## Percurso
Filha de cabo-verdianos nasceu e cresceu na Cova da Moura, bairro da Amadora, Lisboa.
Guevara é formada em Marketing e Comunicação, mas a sua carreira tem passado sobretudo pelo rap. Começa por cantar refrões de outros artistas e só depois cria a sua própria música enquanto rapper em língua crioula. As suas influências advém do hip hop e do rap interventivo e de nomes como Chullage, Valete, Beto Di Guetto e Halloween. O seu primeiro trabalho foi gravado no Kova M Studio, no bairro da Cova da Moura.
A primeira música que escreveu foi Mudjer na Rap, lançada em 2014. E desde então, já deu concertos em espaços lisboetas como as Damas, Casa Independente e O 36, tendo feito parte da programação da festa de 13 anos da sala de concertos Musicbox, no Cais do Sodré.
Em 28 de Fevereiro de 2020, a rapper lançou o single "Na Nossa Língua", produzido por FRXH BEATS. É a sua primeira música feita inteiramente em português. O single tem um videoclipe realizado por Alfama Omnia Pro.

## Reconhecimentos
Guevara esteve presente no encontro RAPensando as Ciências Sociais e a Política, em Coimbra, em 2017, para falar sobre os desafios de ser mulher no circuito do rap e é uma das personagens retratadas no documentário Mulheres do meu País, da realizadora portuguesa Raquel Freire.

## Obra
- 2015, Mudjer na Rap, EP, FRXH Beats .[1][9]